# Raudales Malpaso
Raudales Malpaso är en ort i Mexiko.   Den ligger i kommunen Tecpatán och delstaten Chiapas, i den sydöstra delen av landet, 600 km öster om huvudstaden Mexico City. Raudales Malpaso ligger 146 meter över havet och antalet invånare är 6 817. Den ligger vid sjön Presa Nezahualcoyotl.
Terrängen runt Raudales Malpaso är kuperad norrut, men söderut är den platt. Runt Raudales Malpaso är det ganska glesbefolkat, med 42 invånare per kvadratkilometer. Raudales Malpaso är det största samhället i trakten. I omgivningarna runt Raudales Malpaso växer huvudsakligen savannskog.